# Académie delphinale
L'Académie delphinale, est une société savante créée à Grenoble, en 1772. Elle regroupe une soixantaine de membres choisis par cooptation au sein des personnalités intellectuelles et artistiques des départements de l'Isère, des Hautes-Alpes et de la Drôme.

## Historique
L'Académie delphinale est née à la suite de la création de la bibliothèque municipale de Grenoble dont l'assemblée générale des souscripteurs venait de désigner douze membres afin de constituer un « conseil de direction »,. Ce conseil de douze puis vingt-cinq membres fut le premier noyau d'une petite société savante baptisée « Société littéraire » et reçut ses lettres patentes en 1780. Par la suite, le roi Louis XVI lui en octroya d'autres, qui lui conféraient le titre d'Académie en mars 1789 et furent enregistrées le 6 juillet suivant au Parlement du Dauphiné. Les membres étaient alors au nombre de trente-six, parmi lesquels Condorcet, Dolomieu, Jussieu, Servan ou Saussure.
Supprimée en 1793, survivant à partir de 1800 sous des appellations différentes comme « Société des Sciences et Arts » et reprenant vie en 1836, l'Académie delphinale publie un bulletin sans discontinuer depuis 1846.
Depuis la création de l'Académie, outre les fondateurs ci-dessus, on peut mentionner entre autres membres éminents : Choderlos de Laclos, Jean-Joseph Mounier, Joseph Fourier, Champollion, Hector Berlioz, Daniel-Rops, Louis Néel, Arcabas,...

## Objectifs
Elle a pour but d’encourager les arts, l’histoire, les lettres, les sciences et techniques, la conservation du patrimoine, et toutes les études consacrées aux départements de l'Isère, de la Drôme et des Hautes-Alpes qui constituent l'ancienne province du Dauphiné.

## Activités
Le travail de recherche est essentiellement constitué par des « communications » orales et écrites présentées lors des séances mensuelles de l'Académie. Les trois quarts des « communications » sont consacrées à l'histoire régionale, et le reste à la géographie, aux arts (peinture, sculpture, etc.) ou à la médecine. 
Ces communications sont publiées dans le Bulletin de l'Académie delphinale,. Ce bulletin est disponible sur le site Gallica de la Bibliothèque nationale de France depuis 1846 jusqu'en 1947. Sa périodicité a changé au cours du temps, il est annuel depuis 2020, et édité aux Presses universitaires de Grenoble.
À ce bulletin s'ajoutent d'autres publications exceptionnelles : Livre du Millénaire : Regards sur mille ans d’histoire du Dauphiné (223 pages) publié en 2001, Des Burgondes au royaume de Bourgogne (Ve – Xe siècle) en octobre 2001, et Joseph Fourier, en novembre 2002.
L'Académie décerne tous les ans un prix destiné à récompenser une œuvre ayant contribué à conserver ou promouvoir le patrimoine régional. Ce prix consiste en une médaille aux armes du Dauphiné, gravée au nom du lauréat. Il peut être décerné à une personne ou à une institution.
Les membres se répartissent entre titulaires (au nombre de 60) et associés.

## Liste des présidents (depuis 1904)
- 1904 : Léon Michoud
- 1906 : M. Gevrey
- 1907 : Samuel Chabert
- 1908 : Raymond Rey
- 1909 : M. Barthélemy
- 1910 : Henri Ferrand
- 1911 : Georges Dumesnil
- 1912 : Ludovic de Miribel
- 1913 : Paul Fournier
- 1914-1918 : Édouard Silvy
- 1919 : Henri Ferrand
- 1920 : Paul Cuche
- 1924 : Gustave Vellein (démission)
- 1924 : Jacques Chevalier
- 1929 : Bernard Le Masson
- 1930 : Albert Silvy-Leligois
- 1931 : Paul Cuche
- 1933 : Édouard Silvy
- 1934 : Paul de Quinsonas
- 1935 : Louis Breton
- 1936 : Henri Jacoubet
- 1937 : Georges Gariel
- 1938 : Robert Latouche
- 1939-1940 : Jean Guédel
- 1941-1945 : Émile Vatin-Pérignon
- 1946-1948 : Georges Cartier
- 1949-1952 : Paul de Quinsonas
- 1952-1955 : André Caraccio
- 1956-1957 : Georges Gariel
- 1958-1959 : Paul Perrochat
- 1960-1962 : Émile Escallier
- 1963-1963 : Georges Malraison
- 1964-1965 : Raymond Vallentin du Cheylard
- 1966-1967 : Emile Escallier
- 1968-1970 : Henry Lapeyre
- 1970-1972 : Louis-Dominique Bézégher
- 1972-1974 : Félix Germain
- 1974-1976 : Paul Veyret
- 1976-1978 : Oronce de Galbert
- 1978-1980 : Jacques Debelmas
- 1980-1982 : Bernard Bligny
- 1982-1984 : Robert Bornecque
- 1984-1986 : Bernard Bligny
- 1986-1988 : Jean Billet
- 1988-1990 : Paul Ozenda
- 1990-1992 : Gilbert Nigay
- 1992-1994 : André Laronde
- 1994-1996 : Jacques Debelmas
- 1996-1998 : Gérard Luciani
- 1998-2000 : Roger Moret
- 2000-2002 : Guy-Pierre Cabanel
- 2002-2004 : Alban Barthez
- 2004-2006 : Michel Soutif
- 2006-2008 : Pierrette Paravy
- 2008-2010 : Robert Bornecque
- 2010-2011 : André Laronde
- 2012-2014 : Nicole Vatin-Pérignon
- 2014-2015 : Raymond Joffre
- 2016-2017 : Jacques Debelmas
- 2018-2019 : Jacques Boucharlat
- 2020-2024 : Gilles-Marie Moreau
- 2024-     : Alain Franco

## Composition au 1erjuillet 2024
A.P. : ancien président
Membres de l’Académie delphinale, membres de l’Institut de France :
- M. Alim Louis BENABID de l’Académie des Sciences, section Biologie humaine et sciences médicales
- M. Michel CAMPILLO de l’Académie des Sciences, section Sciences de l’univers
- Mme Eva PEBAY-PEYROULA de l’Académie des Sciences, section Biologie intégrative
- Mme Jocelyne TROCCAZ de l’Académie des Sciences, section Sciences mécaniques et informatiques et Inter-section des applications des sciences

Membres émérites :
- M. Régis MACHE (depuis le 7/5/2022)
- Mme Mireille MIALOT (depuis le 4 février 2023)

Membres titulaires, avec leur date d’élection :
Fauteuil 1 – M. Olivier ROUX (2022)
Fauteuil 2 – M. Bernard POUYET (2013)
Fauteuil 3 – M. Michel JOLLAND (2014)
Fauteuil 4 – M. Jacques GLÉNAT (2023)
Fauteuil 5 – Le Bâtonnier Dominique FLEURIOT (2015)
Fauteuil 6 – Mme Martine JULLIAN (2019)
Fauteuil 7 – M. Jean-William DEREYMEZ (2018)
Fauteuil 8 – M. Frédéric SABY (2024)
Fauteuil 9 – M. René FAVIER (2020)
Fauteuil 10 – M. Bernard FRANÇOIS (2006)
Fauteuil 11 – Mme Annick AUZIMOUR (1995)
Fauteuil 12 – Mme Pierrette PARAVY (1989, A.P.) – Chancelière honoraire
Fauteuil 13 – M. Jacques BOUCHARLAT (1988, A.P.)
Fauteuil 14 – M. Claude RACINET (2016)
Fauteuil 15 – M. Alain FRANCO (2018)
Fauteuil 16 – Mme Marie-Françoise BOIS-DELATTE (1995)
Fauteuil 17 – M. Gilles-Marie MOREAU (2017, A.P.)
Fauteuil 18 – M. Claude FERRADOU (2016)
Fauteuil 19 – M. Daniel GRANGE (1994)
Fauteuil 20 – Mme Anne CAYOL-GERIN (2024)
Fauteuil 21 – M. Robert ALLIER (1994)
Fauteuil 22 – M. Jean-Louis REYMOND (2021)
Fauteuil 23 – Mme Isabelle VARLOTEAUX (2021)
Fauteuil 24 – Mme Nicole VATIN-PÉRIGNON (2005, A.P.)
Fauteuil 25 – M. Jean-Louis THOLENCE (2020)
Fauteuil 26 – M. Claude MULLER (1988)
Fauteuil 27 – Général Richard RETOUT (2008)
Fauteuil 28 – M. Jean-Pierre CHARRE (2020)
Fauteuil 29 – M. Yves JOCTEUR-MONTROZIER (2016)
Fauteuil 30 – M. Christian de POLIGNAC (1992)
Fauteuil 31 – Mme Christiane MURE-RAVAUD (2012)
Fauteuil 32 – M. Jean SERROY (1990)
Fauteuil 33 – M. Yves ARMAND (1992) – Secrétaire perpétuel honoraire
Fauteuil 34 – vacant
Fauteuil 35 – Mme Chantal SPILLEMAECKER (2022)
Fauteuil 36 – M. Jean-Claude MICHEL (2012)
Fauteuil 37 – M. Daniel THOULOUZE (2019)
Fauteuil 38 – Mme Hélène VIALLET (2007) – Chancelière honoraire
Fauteuil 39 – M. Jean-Pascal JOSPIN (2013)
Fauteuil 40 – M. Jean-Pierre BARBIER (2023)
Fauteuil 41 – M. Claude BÉGUIN (2019)
Fauteuil 42 – Père Jean-Philippe GOUDOT (2023)
Fauteuil 43 – Mme Claire SCHLENKER (2011)
Fauteuil 44 – M. Pierre BINTZ (2009)
Fauteuil 45 – M. Michel VACHER (2021)
Fauteuil 46 – M. Michel BOLLA (2018)
Fauteuil 47 – M. Michel MERCIER (2014)
Fauteuil 48 – M. Pierre DELL’ACCIO (2015)
Fauteuil 49 – M. Alain MARMONIER (2023)
Fauteuil 50 – Mgr Dominique LE TOURNEAU (2020)
Fauteuil 51 – vacant
Fauteuil 52 – M. Claude MEYZENQ (1990)
Fauteuil 53 – M. Dominique VIDAL (2022)
Fauteuil 54 – M. Jean GUIBAL (1998)
Fauteuil 55 – vacant
Fauteuil 56 – M. Daniel BLOCH (2015)
Fauteuil 57 – Mme Isabelle LAZIER (2014)
Fauteuil 58 –  M. Olivier COGNE (2021)
Fauteuil 59 – M. Patrick LE BIHAN (2019)
Fauteuil 60 – M. Alain ROBERT (2009)